# Mjini (Distrikt)
Mjini (auch Zanzibar City genannt) ist ein Distrikt der Region Unguja Mjini Magharibi in Tansania. Er liegt im Westen der Insel Unguja und grenzt im Nordosten an den Distrikt Magharibi A und im Südosten an den Distrikt Magharibi B. Ansonst ist er vom Indischen Ozean umgeben.

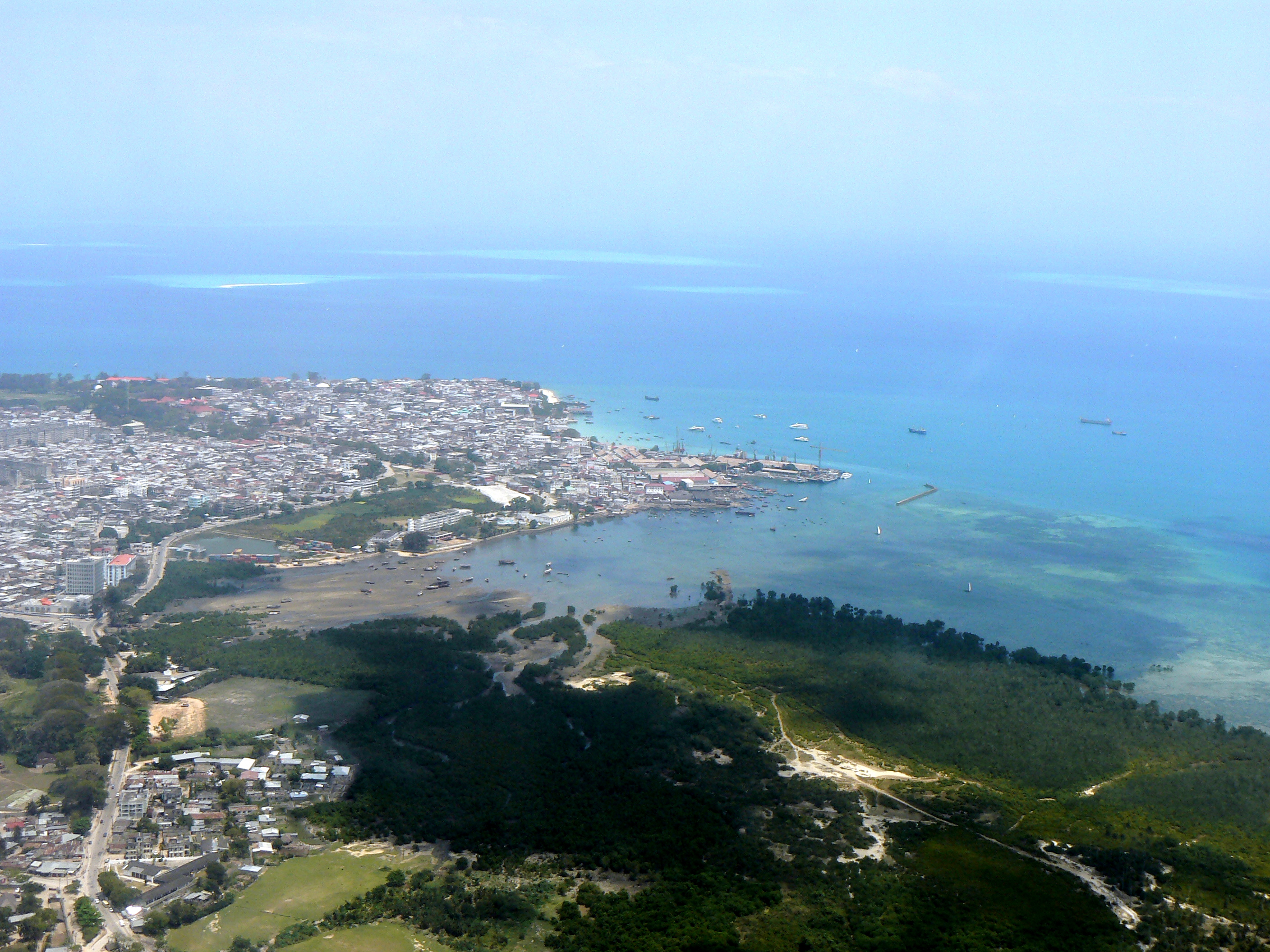
Luftaufnahme von Mjini

## Geographie
Der Distrikt hat eine Fläche von 15,5 Quadratkilometern und umfasst das ältere Stadtgebiet von Sansibar. Er wird im Nordosten durch die Benjamin William Road und im Südosten durch die Darajani Street begrenzt. Im Jahr 2022 hatte der Distrikt 219.007 Einwohner.
Das Klima in Mjini ist tropisch. Im Jahresdurchschnitt fallen 998 Millimeter Regen, hauptsächlich in zwei Regenzeiten. In den Monaten November und Dezember regnet es jeweils rund 100 Millimeter, von März bis Mai 120 bis 200 Millimeter. In der Zeit dazwischen fallen monatlich 30 bis 60 Millimeter Niederschlag. Am kühlsten ist es im Juli bei einer Durchschnittstemperatur von 24,8 Grad Celsius, der wärmste Monat ist der Februar mit 28,2 Grad.

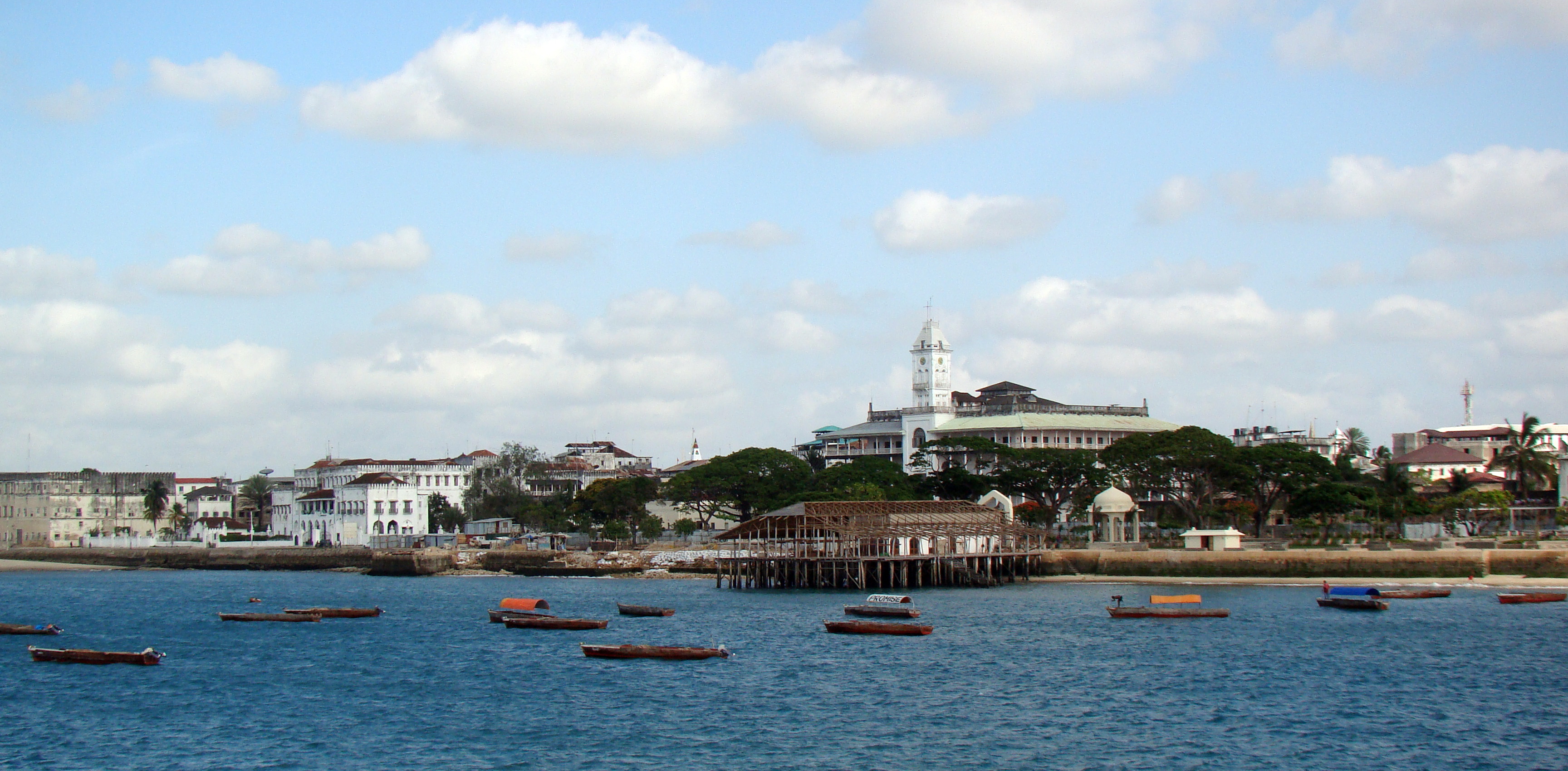
Blick auf Stone Town

## Geschichte
Das Gebiet von Mjini war bereits vor 20.000 Jahren in der Jungsteinzeit besiedelt. Beginnend mit dem 8. Jahrhundert nahm die Bedeutung von Sansibar für arabische, persische und indische Händler zu, der Hafen mit Stone Town wurde im 10. Jahrhundert eine zentrale Handelsstadt. Im Jahr 1498 landete Vasco da Gama in der Stadt und die Portugiesen regierten 200 Jahre lang. Mit osmanischer Hilfe wurden danach die Europäer gestürzt und dem Sultan von Oman unterstellt. Am Ende des 19. Jahrhunderts wurden die Stadt mit der ganzen Insel Unguja ein britisches Protektorat, jedoch keine britische Kolonie, sondern blieb unter der Souveränität des Sultans von Sansibar.

## Verwaltungsgliederung
Im Jahr 2012 bestand der Distrikt aus 56 Bezirken (Shehia):
- Amani
- Banko
- Chumbuni
- Gulioni
- Jang'ombe
- Karakana
- Kidongo Chekundu
- Kikwajuni Bondeni
- Kikwajuni Juu
- Kilimahewa Bondeni
- Kilimahewa Juu
- Kilimani
- Kiponda
- Kisimamajongoo
- Kisiwandui
- Kwa Wazee
- Kwaalimsha
- Kwaalinatu
- Kwabintiamrani
- Kwahani
- Kwamtipura
- Kwamtumwajeni
- Magomeni
- Makadara
- Malindi
- Mapinduzi
- Maruhubi
- Masumbani
- Matarumbeta
- Mboriborini
- Mchangani
- Meya
- Miembeni
- Migombani
- Mitiulaya
- Mkele
- Mikunguni
- Mkunazini
- Mlandege
- Mnazimmoja
- Mpendae
- Mwembeladu
- Muembeshauri
- Muembetanga
- Muungano
- MwembeMadema
- Mwembemakumbi
- Nyerere
- Rahaleo
- Saateni
- Shangani
- Shaurimoyo
- Sebleni
- Sogea
- Urusi
- Vikokotoni

## Bevölkerung
Im Jahr 2002 konnten 87 Prozent der Über-Fünfzehnjährigen lesen und schreiben, bis 2012 stieg diese Rate auf 94 Prozent.
Bevölkerungsentwicklung:
| Volkszählung | Einwohner |
| ------------ | --------- |
| 1988         | 157.626   |
| 2002         | 205.870   |
| 2012         | 223.033   |
| 2022         | 219.007   |

## Einrichtungen und Dienstleistungen
- Bildung: 94 Prozent der schulpflichtigen Kinder besuchen eine Grundschule (Stand 2012).[7]
- Wasser: Im Jahr 2012 wurden 92 Prozent der Bevölkerung mit sauberem Wasser versorgt.[8]